# Hart Crane (1931)
Hart Crane es una pintura realizada por el artista plástico mexicano David Alfaro Siqueiros en el año 1931. Se trata de un retrato del poeta estadounidense Hart Crane, a quien el artista conociera durante su viaje a México auspiciado por una beca Guggenheim en ese año y le otorgara esta obra como regalo. En 1932, antes de suicidarse arrojándose por la borda del barco que le transportaba de regreso a Nueva York, Crane destruyó el retrato con una navaja. El único registro de la obra que se conserva es una fotografía que el poeta envió a su amigo, el también poeta Samuel Loveman, en la cual indica su afición por la obra del artista mexicano: "No has visto algo mejor desde Gauguin, aunque eso no alcanza a describir la originalidad y autenticidad de estas obras." 
Motivado por el encuentro con Siqueiros, Crane escribió el ensayo "Note on the Paintings of David Siqueiros", el cual, de acuerdo con la historiadora del arte Alicja Piechucka, "representa uno de sus únicos textos de historia del arte" y "presenta preocupaciones que le llamaron como poeta y que, de forma más relevante, son centrales para el arte y la literatura en el modernismo." 
Actualmente, la fotografía en que se conserva la pintura pertenece al fondo reservado de la Southern Illinois University, Carbondale. De acuerdo con la información al reverso de la imagen, esta fue realizada en Taxco, estado de Guerrero, por lo que se supone que la pintura fue realizada en el mismo lugar.